# 竹田定猗
竹田 定猗（たけだ さだより、1833年（天保4年）- 1889年（明治22年）11月22日）は江戸時代、明治時代の儒学者、教育者。福岡藩の藩儒竹田家の第9代当主。藩校修猷館（東学問稽古所）第5代総受持（館長、「教授」とも称される）。号は謙窓。字（あざな）は子斐。

## 経歴
福岡藩の藩校である修猷館の、第3代総受持を務めた竹田定夫(梧亭)の子として生まれる。
1858年（安政5年）安積艮斎の門に入る。1861年（文久元年）帰藩し、1867年（慶応3年）修猷館総受持となる。
維新後、1871年（明治4年）藩校が廃止となると、各地の教職を歴任した。その後、1887年（明治20年）9月から1889年（明治22年）11月にかけて、再興された修猷館の教導となった。